# Rafael Contreras Raya
Rafael Contreras Raya (Montilla,1952) és un actor valencià i director tant d'escena com de doblatge.
Va començar a treballar en 1977. Deu anys després començà als estudis Tabalet, pioners en les sessions de doblatge en valencià, dels quals arribà a ser-ne director de doblatge. Contreras ha donat veu valenciana a personatges de Woody Allen en pel·lícules com Annie Hall, Manhattan o Misteriós assassinat a Manhattan. Segons declara, amb el naixement de Canal Nou van veure l'oportunitat de donar-li estabilitat als actors. Malauradament la situació encara no s'ha recuperat. En 2012 va rebre el premi Narcís de l'Associació d'Actors i Actrius Professionals Valencians.